# 辽宁巨龙属
辽宁巨龙（属名：Liaoningotitan，意为“辽宁巨人”）是中国辽宁省早白垩世（巴列姆阶）义县组发现的一属巨龙形类蜥脚下目恐龙。

## 描述
辽宁巨龙的鉴定特征包括：上颌骨腹缘凸出，上颌齿列短而靠前；颧骨前伸部分几乎接触眶前孔前缘水平位置；翼骨的方骨翼基部收缩；覆瓦状上颌齿具有狭窄匙形牙冠，横截面呈D形，没有唇侧沟或小齿；九颗退化的非叠瓦状下颌齿；不对称的下颌牙冠，横截面呈椭圆形，具有舌侧沟和嵴及舌向鳞茎状根冠；肱骨近端扩展部位约为肱骨长度的54.9%；以及具有尖锐髋臼前突的髂骨。

## 分类
周等人（2018年）发现辽宁巨龙是种较盘足龙更为衍生的多孔椎龙类巨龙形类。2022年，莫等人发现辽宁巨龙是一个分类不稳定的分类单元，可能与迪亚曼蒂纳龙和宝天曼龙近缘。

## 古生态学
辽宁巨龙是辽宁义县组的三种巨龙形类之一，另外两种是东北巨龙和瑞新龙。三者和各种有羽毛恐龙在今天辽宁省的早白垩世湖泊环境中共存。